# Hổ khoang vàng

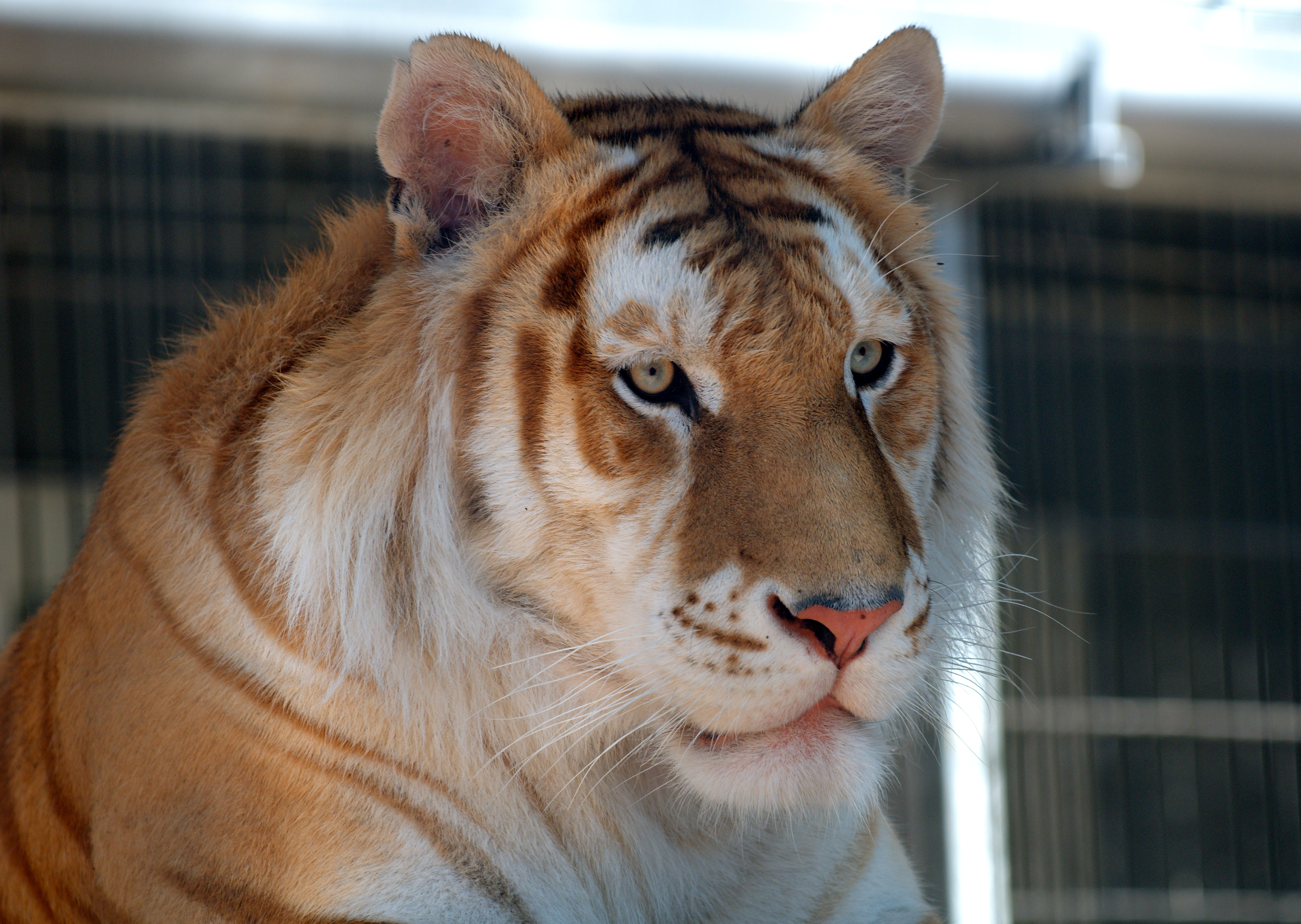
Một con hổ khoang vàng

Hổ khoang vàng hay còn gọi là hổ vàng và đôi khi chúng còn được gọi là hổ dâu vì có màu vàng dâu ngọt ngào là một cá thể hổ với đặc trưng là bộ da có màu vàng nhưng nhạt hơn màu của hổ bình thường, và các vằn là màu nâu do sự biến đổi màu sắc, biến thể màu sắc này rất hiếm bởi một gen lặn được hiện nay chỉ tìm thấy trong điều kiện hổ nuôi nhốt, giống như một con hổ trắng, hổ khoang vàng được xem là một dạng biểu hiện của màu sắc của một con hổ cụ thể chứ không phải là một loài riêng biệt. Hiện chỉ có một nhóm nhỏ hổ khoang vàng tồn tại và đều trong tình trạng bị giam cầm. Hiện có khoảng 30 con hổ khoang vàng được nuôi dưỡng tại các vườn thú trên toàn thế giới

## Mô tả
Đặc điểm của hổ khoang vàng là màu lông thường mang sắc vàng nổi bật hơn rất nhiều so với tiêu chuẩn, cùng độ dày và mịn màng đáng kể, tạo nên sự tương phản thú vị về ngoại hình. Có thông tin cho rằng hổ khoang vàng là sự kết hợp giữa 2 loài cực kỳ quý hiếm là hổ Mãn Châu và hổ Bengal. Nhờ kết quả biến đổi gen, nên các chú hổ khoang vàng cũng thường có kích thước lớn hơn so với những con hổ bình thường, giúp vẻ oai vệ của chúng càng tăng cao, tuy nhiên những con hổ khoang vàng trông rất hiền lành vì đã quen với môi trường vườn thú từ khi mới chào đời.
Ở Việt Nam, có ghi nhận trường hợp hổ vàng sinh hổ trắng ở Nghệ An, theo đó một con hổ vàng sống tại Khu du lịch sinh thái ở Nghệ An sinh ra ba con hổ con, trong đó có một con hổ trắng và hai con hổ vàng. Việc hổ vàng sinh hổ trắng là trường hợp rất hiếm, đây là hiện tượng khá hiếm trên thế giới và là trường hợp đầu tiên tại khu vực Đông Nam Á khi hổ vàng nuôi nhốt sinh được con
Hổ mẹ vàng được phối giống với hổ bố vàng có nguồn gốc từ Nam Phi và được nhập khẩu về Việt Nam từ tháng 9 năm 2009, nuôi nhốt theo kiểu bán hoang dã, sau một thời gian dài ở với nhau, hổ đực và hổ cái đã giao phối và mang thai 114 ngày thì sinh ra 3 chú hổ con. Khi mới sinh, mỗi con nặng khoảng 1,2 kg, hiện cả ba cá thể đều có trọng lượng hơn 30 kg, khỏe mạnh và phát triển rất tốt, mỗi ngày ăn hết khoảng 6kg thịt, chủ yếu là thịt bò để hổ phát triển tốt nên đã cho hổ ăn thịt bò, hạn chế cho ăn thịt lợn, vì hổ sẽ béo ục ịch, làm mất dần khả chạy nhảy, nhanh nhẹn tự nhiên. Ngoài màu lông trắng vằn đen, mắt của hổ trắng còn có màu xanh lơ, mồm màu hồng, móng chân màu trắng hồng.

## Trong tín ngưỡng
Trên cờ Lungta/rlung-rta (cờ cầu nguyện ở Tây Tạng) thường có sự hiện diện của bốn linh vật ở mỗi góc, được gọi là Tứ linh (Shambhala Terma) có vai trò bảo hộ nguồn năng lượng gia trì của chư Phật và Bồ Tát từ bốn phương, những linh vật huyền thoại này nêu biểu cho phẩm hạnh của chư Bồ Tát trên con đường giác ngộ như sức mạnh, sự hộ trì, quan kiến thanh tịnh, niềm kiêu hãnh kim cương và đại hỷ lạc, chúng bao gồm là Sư tử (seng) là con Sư Tử Tuyết trắng trụ ở phương Đông, Hổ (tak) là con Hổ vàng trụ ở phương Tây, Rồng (druk) là con Rồng Xanh trụ ở phương Nam và Garuda là Mệnh lệnh điểu (kyung) trụ ở phương Bắc.
Trong đó, Hổ vàng (tak) tượng trưng cho niềm kiêu hãnh vô điều kiện, sự tỉnh thức và lòng khiêm hạ. Hổ vàng an trụ trong tư thế thư giãn tự nhiên của sự hài lòng và viên mãn mọi tâm nguyện. Thế đứng của hổ vàng đẹp nhất trong các loài vật và hổ cũng là loài có bộ lông đẹp nhất trong tất cả các loài vật. Răng Nanh và móng vuốt của nó nêu biểu sức mạnh và nghệ thuật. Hổ tượng trưng cho vị thần hộ trì chống trộm cắp và hỏa hoạn. Sự hiện diện của hổ vàng ở phương Tây nêu biểu cho thành công nhiều phương diện, Hổ vàng bảo hộ chúng sinh trong khu vực lân cận khỏi những ảnh hưởng của năng lượng tiêu cực từ phương Tây.

## Hình ảnh

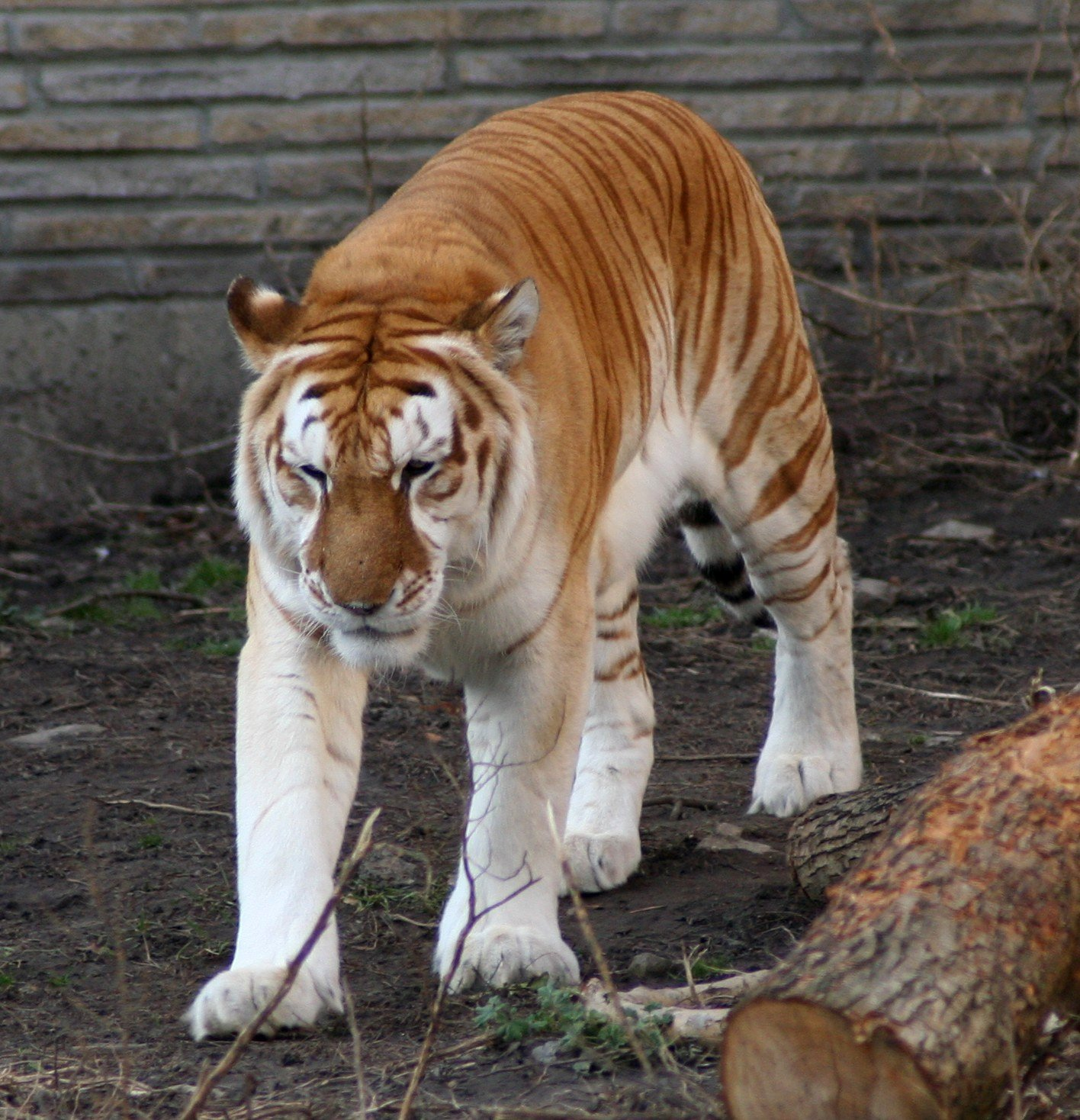
Hổ khoang vàng ở vường thú Buffalo Zoo
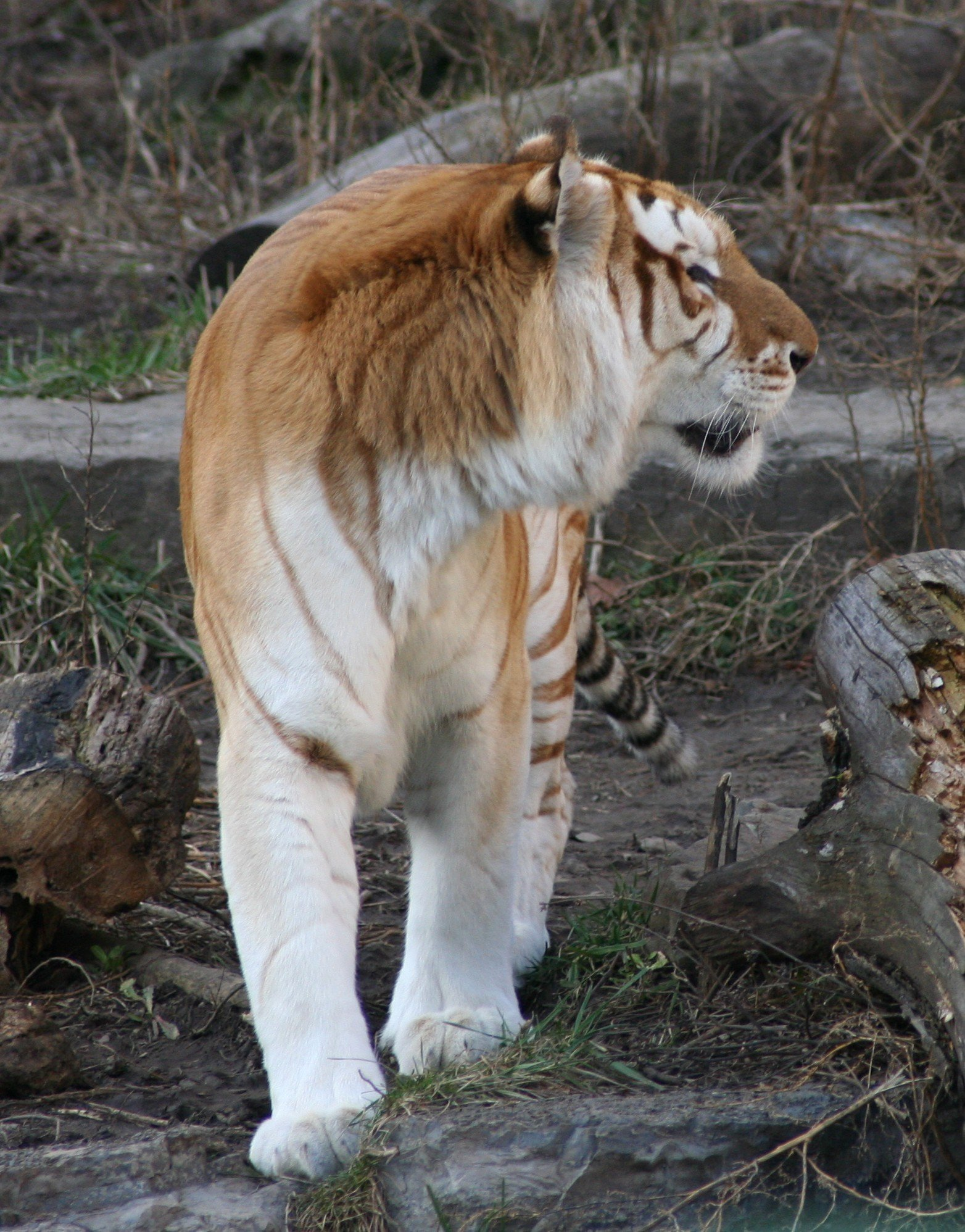
Một con hổ khoang vàng đang đi dạo
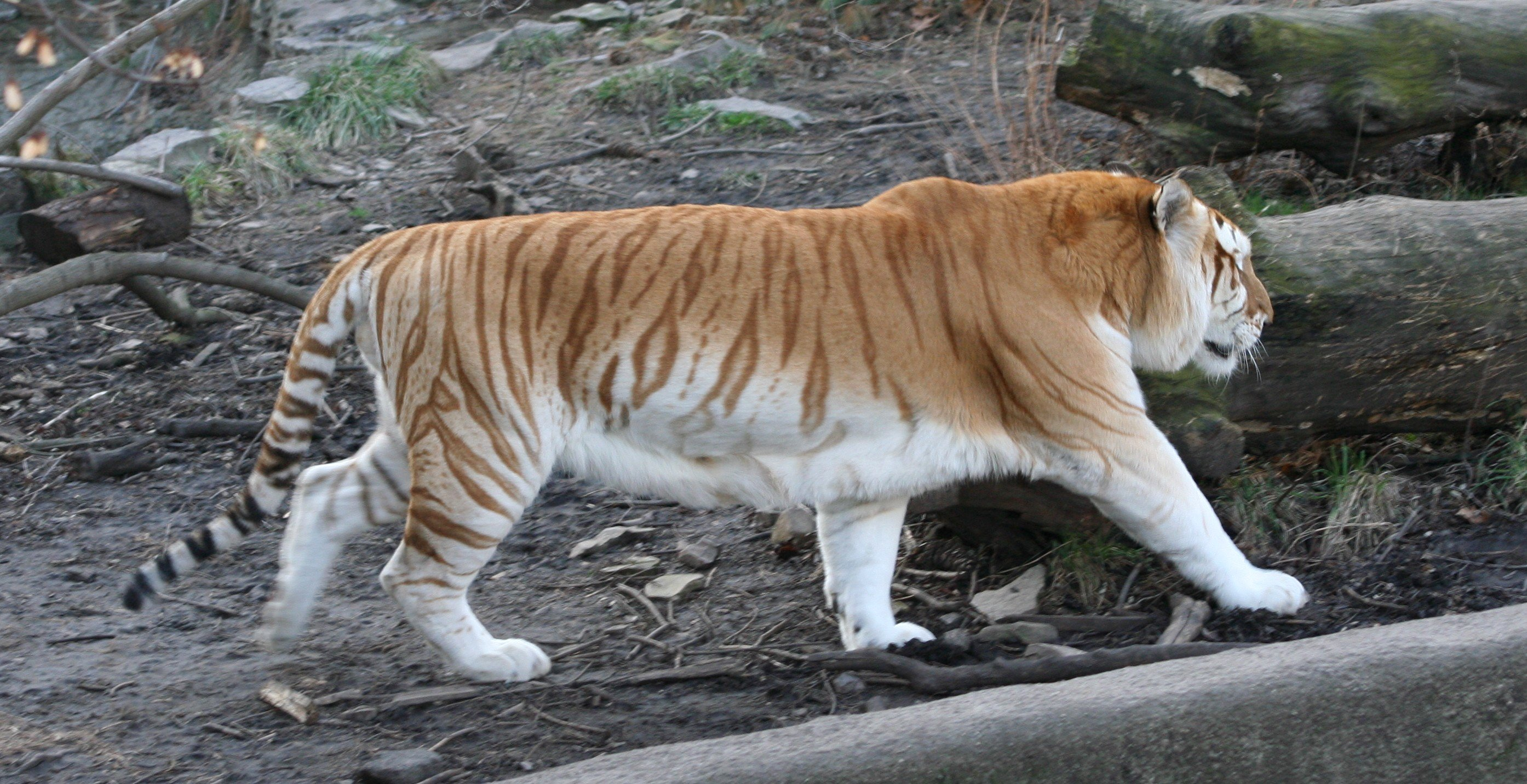
Hổ khoang vàng đang đi dạo
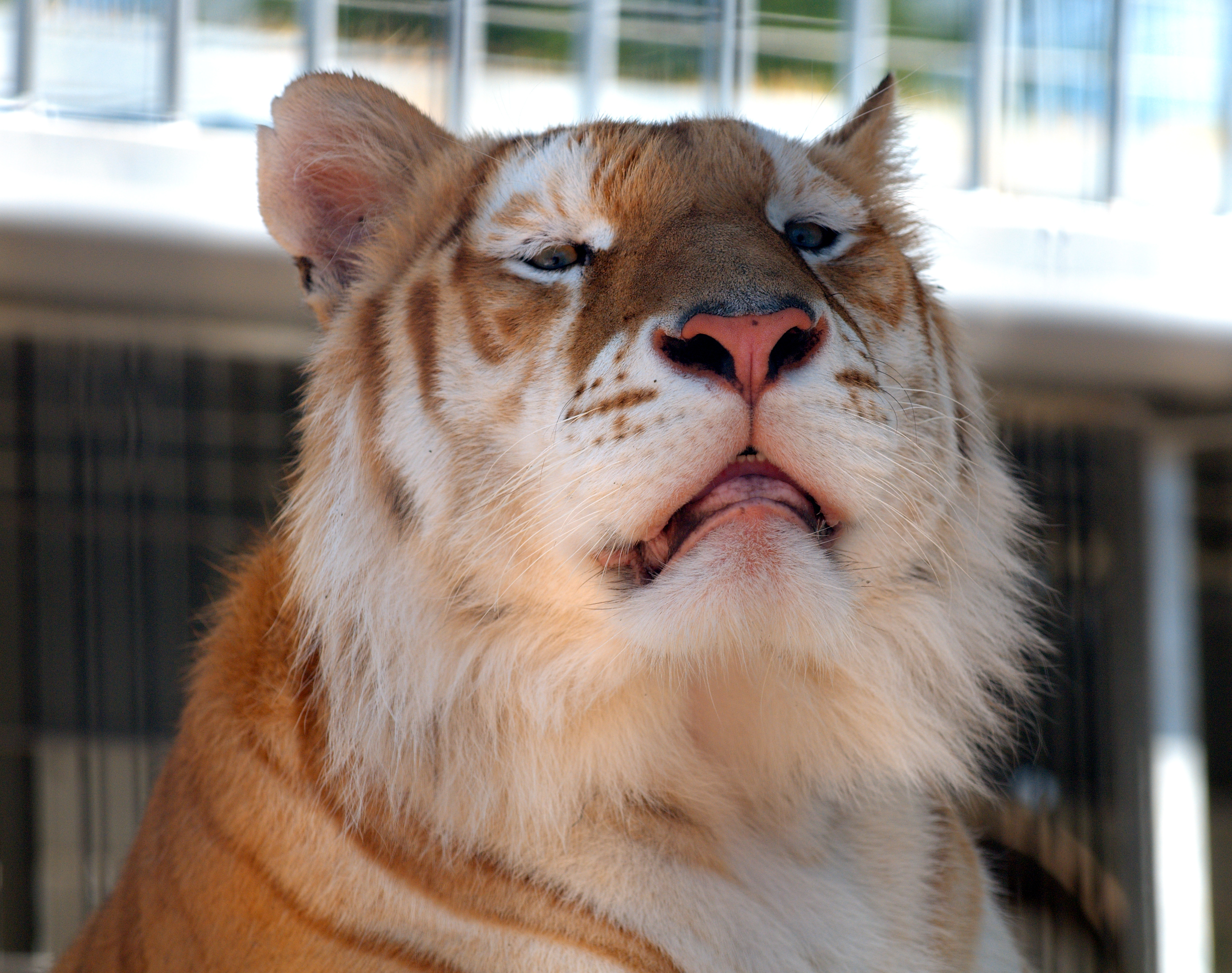
Hổ khoang vàng còn được gọi là hổ dâu vì màu sắc của nó
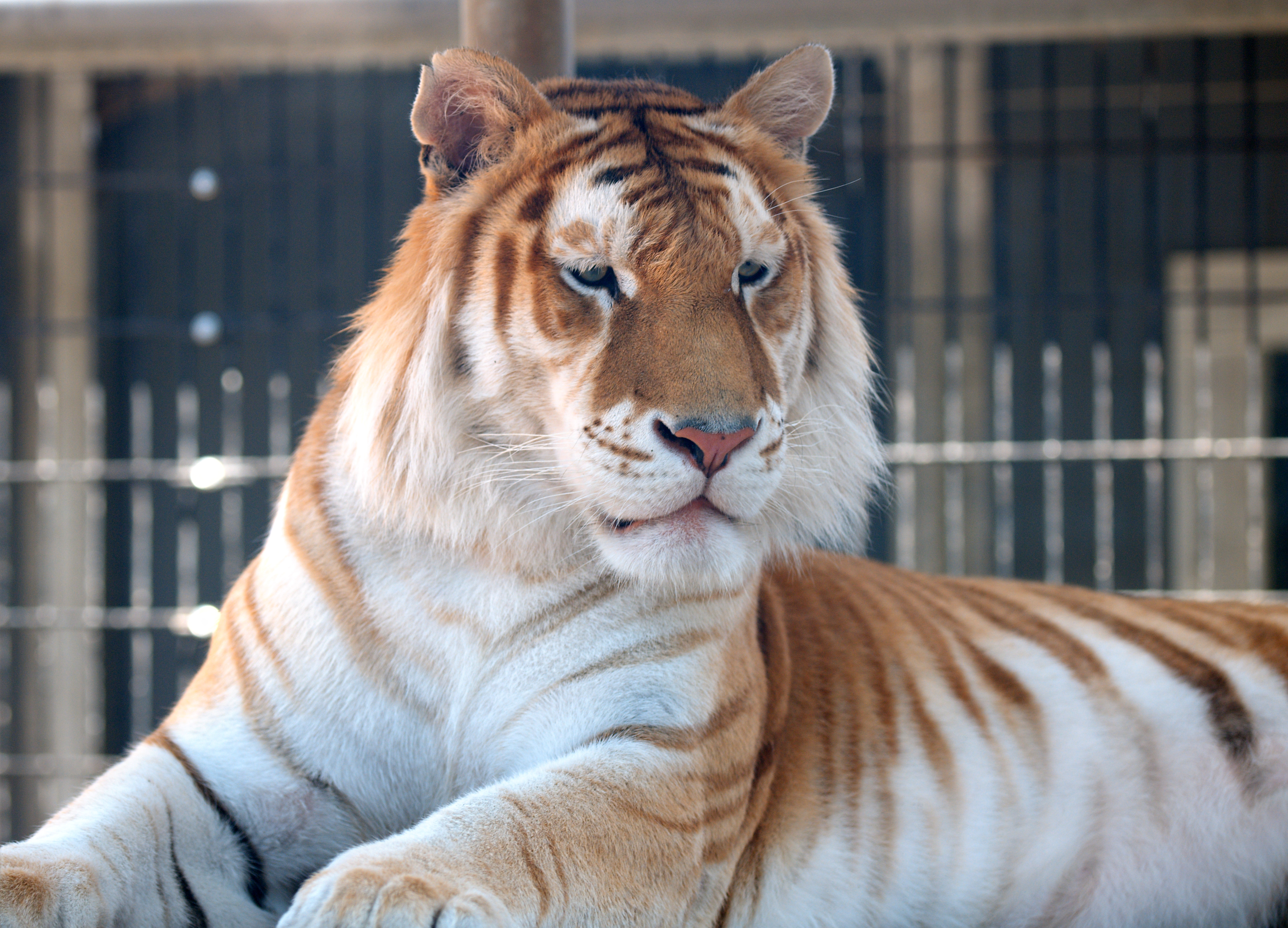
Hổ khoang vàng
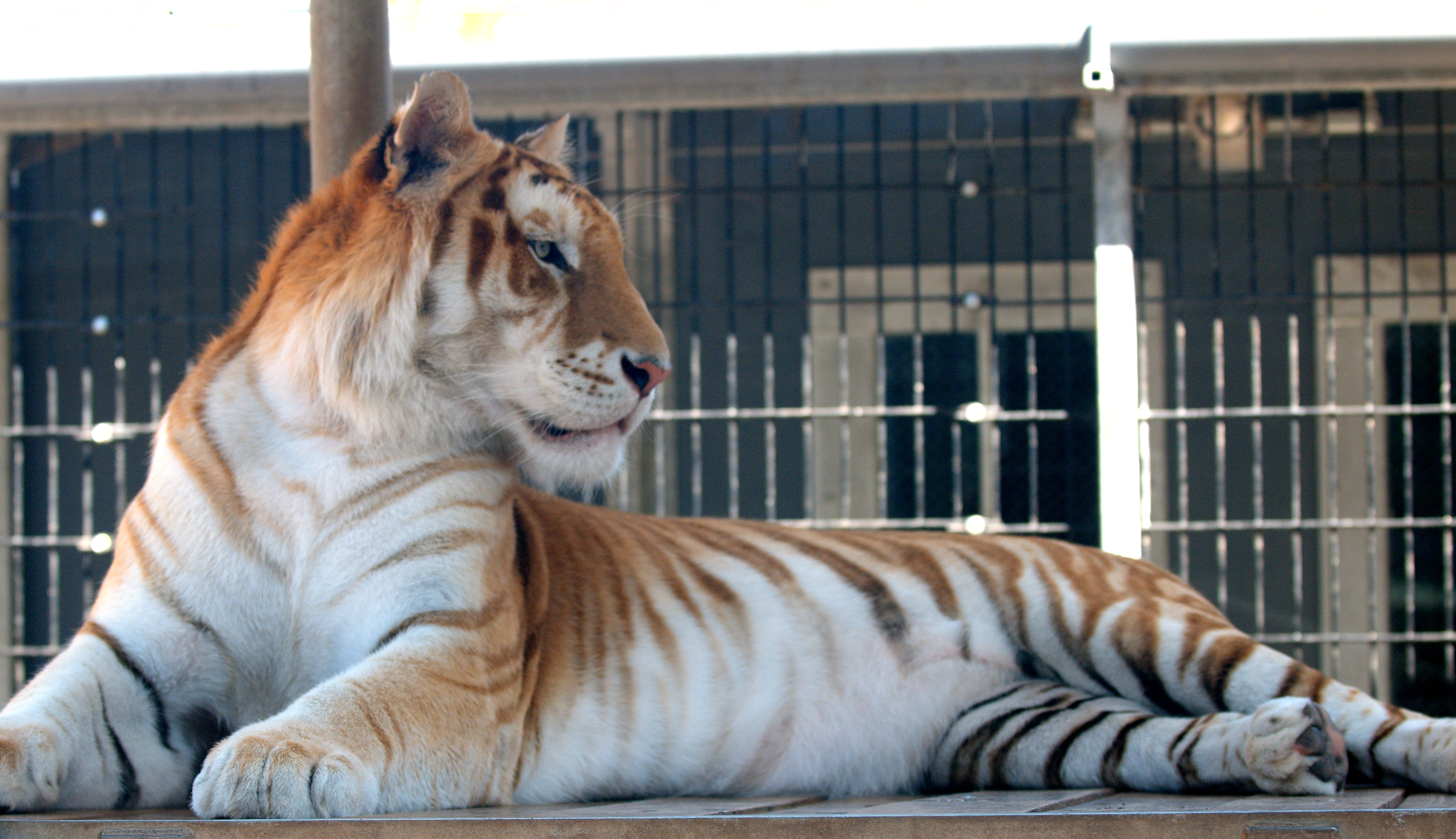
Một con hổ khoang vàng
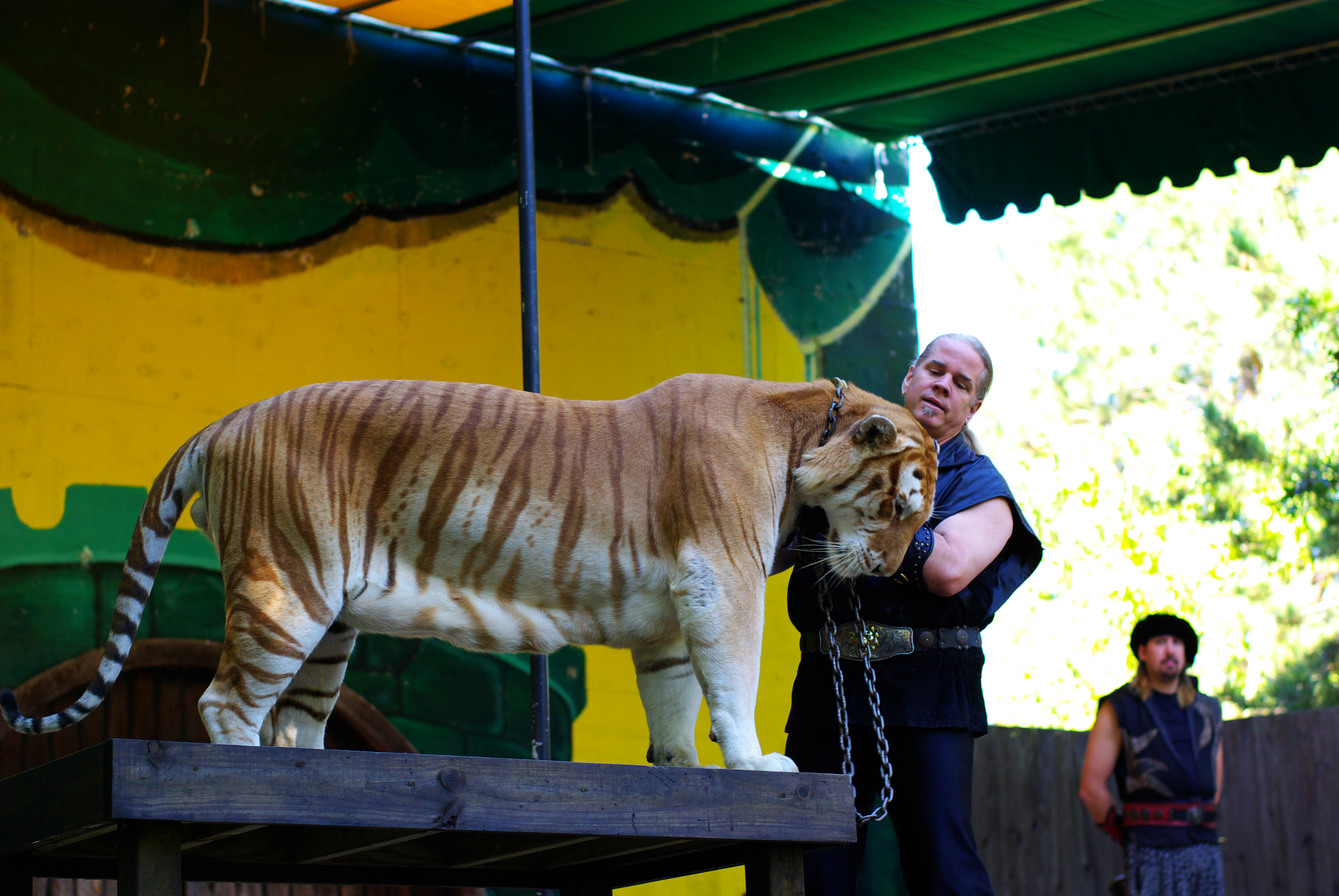
Hổ khoang vàng đang biểu diễn xiếc
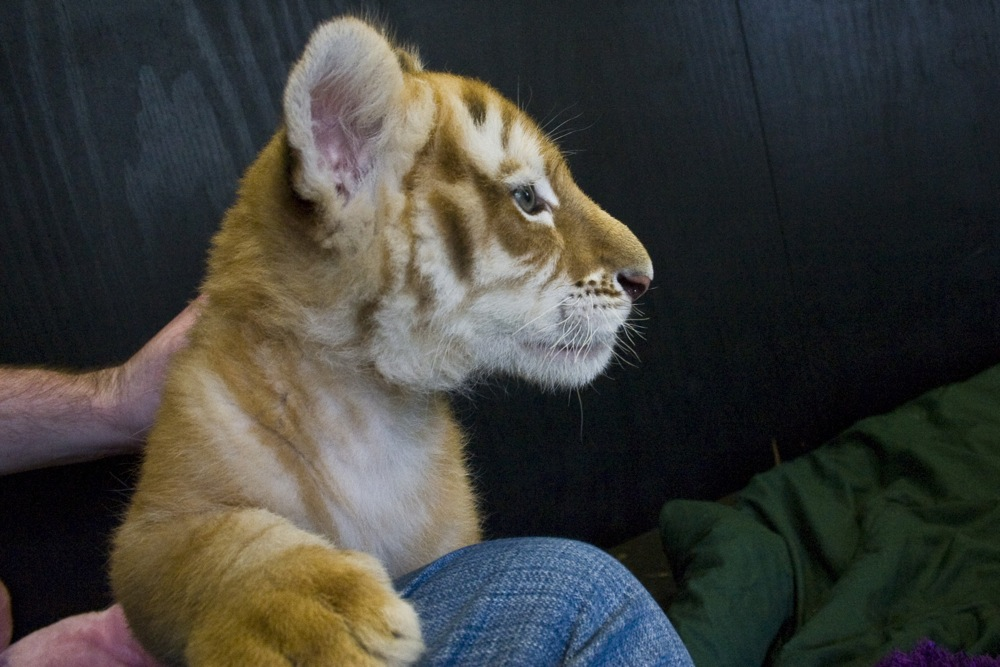
Một chú hổ khoang vàng con